# Serões de Dona Benta
Serões de Dona Benta é um livro infantil de autoria de Monteiro Lobato e foi publicado em 1937.
O livro relata a forma que Dona Benta encontrou para matar a curiosidade de Narizinho e Pedrinho a respeito de Física e Astronomia. Para não ter que recorrer aos livros científicos, cuja linguagem muitas vezes é complicada, ela resolve ensinar os meninos de um modo simples e direto.

## Capítulos
1. Comichões científicas
2. O ar
3. Ainda o ar
4. Mais ar ainda
5. A água
6. Mais água
7. Ainda a água
8. A matéria
9. Mais matéria
10. As máquinas
11. A energia do calor
12. O fogo
13. Como o calor vai dum ponto para outro
14. Ventos e tempestades
15. Tempo e clima
16. Na imensidão do espaço
17. Mais coisas do céu
18. Como a Terra se formou
19. O solo
20. Riquezas do subsolo
21. Metade do caminho